# Fernando Vallejo

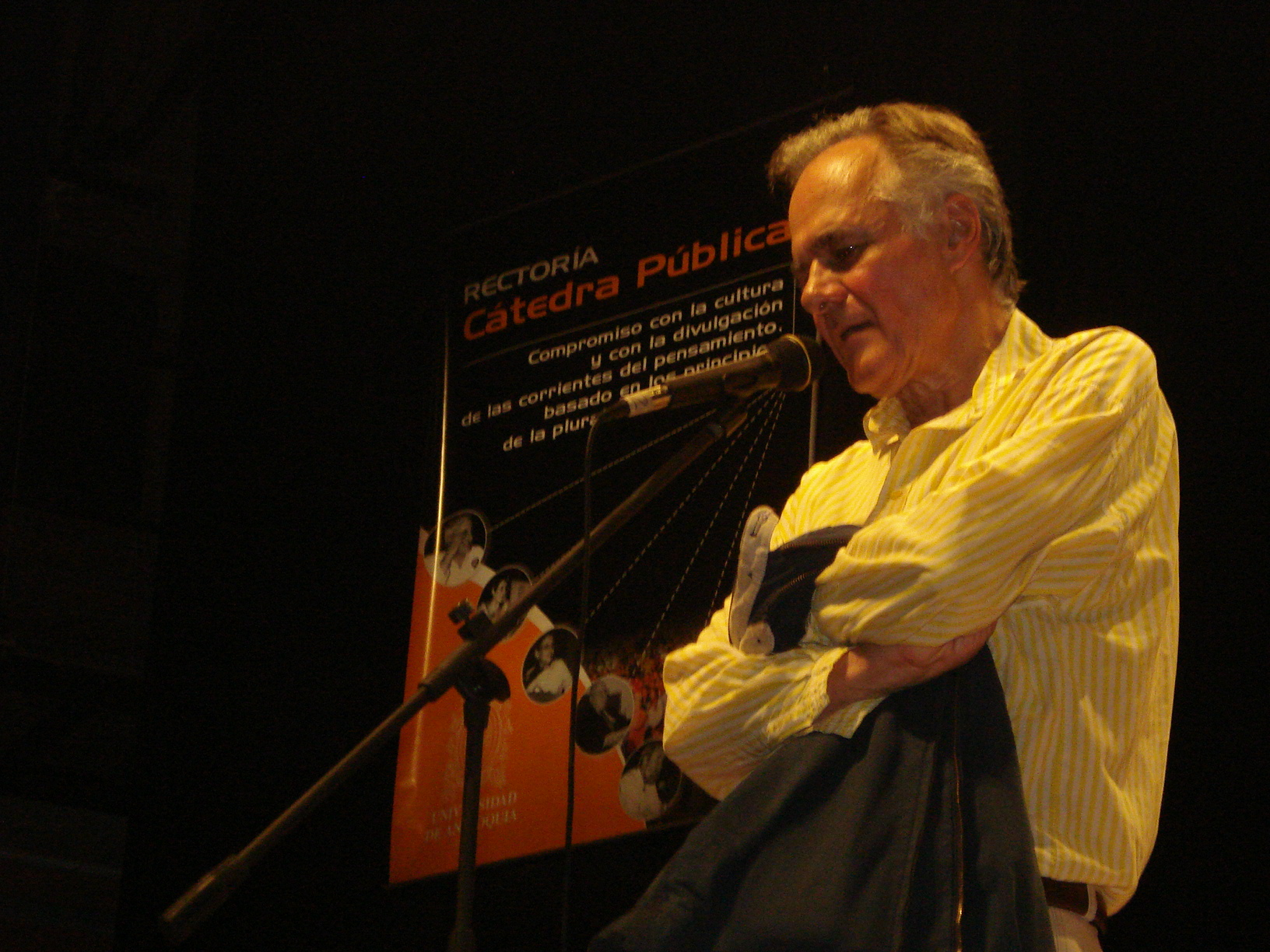
Fernando Vallejo (2008)

Fernando Vallejo Rendón (* 24. Oktober 1942 in Medellín, Antioquia) ist ein in Kolumbien geborener mexikanischer Schriftsteller, Regisseur, Drehbuchautor und Biologe.

## Lebenslauf
Fernando Vallejo wuchs in Medellín auf. Er studierte für ein Jahr Philosophie an der Universidad Nacional de Colombia in Bogotá. Nach dem Studienabbruch studierte er an der Universidad Javeriana Biologie. Daraufhin bereiste er Europa und studierte ein Jahr Regie in der Cinecittà in Rom. Nach seinem Abschluss bereiste er Deutschland, wo er seine erste Videokamera (in München) erwarb.
Er kehrte nach Kolumbien zurück mit dem Projekt, einen Film über die Gewalt in Kolumbien zu drehen. Die kolumbianischen Behörden machten der Produktion des Filmes große Schwierigkeiten, so dass Vallejo beschloss, den Film in Mexiko zu drehen. Das fertige Werk konnte nicht in Kolumbien gezeigt werden, da der nationale Fernseh- und Kinoausschuss Vallejos Film als „Gewalt provozierend“ einstufte und zensierte. Nach diesem Vorfall beschloss Vallejo, Kolumbien zu verlassen.
Seit 1971 lebt er in Mexiko, wo er in den 1970er Jahren zwei weitere Filme über Kolumbien drehte. In Mexiko schuf er nicht nur sein kinematographisches Werk, sondern schrieb auch sein gesamtes literarisches Œuvre. Vallejo ist Autor einer Grammatik der literarischen Sprache, drei kritischer Essaybände über Biologie, Physik und die katholische Kirche, zweier Biographien bekannter kolumbianischer Dichter. Er schrieb neun Romane. Im Jahr 2003 erhielt er den renommierten Literaturpreis „Rómulo Gallegos“ und stiftete die mit 100 000 Euro dotierte Preissumme Medellíns Heimen für aufgelesene Straßenhunde. Im April 2007 erteilte ihm die Regierung die mexikanische Staatsbürgerschaft. Am 8. Mai 2007 gab er die kolumbianische Staatsbürgerschaft auf. 2011 erhielt er den Juan-Rulfo-Preis.

## Zitate
- „Kolumbien, Kolumbienchen … Mörderland, Rabenvaterland, verhurenbalgte Leibesfrucht Spaniens, wen bringst du gerade um, du Wahnsinnige?“
(Der Abgrund).

## Werke

### Erzählende Werke
- Mi hermano el alcalde (2004)

#### Autobiografien
- Die Madonna der Mörder (La virgen de los sicarios) (1994)
- El río del tiempo (1999). Versammelte Werke von:
  - Blaue Tage (Los días azules) (1985)
  - El fuego secreto (1987)
  - Los caminos a Roma (1988)
  - Años de indulgencia (1989)
  - Entre fantasmas (1993)
- Der Abgrund (El desbarrancadero) (2001). Ausgezeichnet mit dem Literaturpreis Rómulo Gallegos (2003)
- La rambla paralela (2002)
- Mi hermano el alcalde (2004)

#### Biografie
- El mensajero (1991), eine Biographie über Porfirio Barba Jacob.
- Almas en pena, chapolas negras (1995), eine Biographie über José Asunción Silva.